# Francisco de Paula Pérez Tamayo
Francisco de Paula Pérez Tamayo (Entrerríos, 7 de marzo de 1891-Bogotá, 8 de febrero de 1976) fue un político, abogado, periodista y diplomático colombiano.
Fue fundador del periódico El Colombiano. Fue también Ministro de Hacienda y Crédito Público.

## Biografía
Hijo de Antonio José Pérez Vélez y de Rufina Tamayo Pérez, colonizadores de la región. Realizó sus estudios primarios en Entrerríos y se trasladó a Medellín para sus estudios secundarios, graduándose del Colegio San Ignacio en 1909. Posteriormente ingresó a estudiar Derecho en la Universidad de Antioquia, de donde se graduó de abogado en 1915.
Comenzó su carrera política como Concejal de Medellín para la legislatura 1913-1915, cuando aún no se graduaba; con solo 23 años, en 1914, se convirtió en Secretario de Gobierno de Antioquia del gobernador Pedro José Berrío, cargo que ocupó hasta 1918. Simultáneamente fue diputado a la Asamblea de Antioquia, elegido en 1913, 1918, 1920 y 1924; Representante a la Cámara por Antioquia elegido en 1919, 1922, 1925 y 1933, así como Senador en 1937, 1941, 1945, 1947, 1949 y 1958. Fue Ministro de Hacienda y Crédito Público durante los gobiernos de Miguel Abadía Méndez, Enrique Olaya Herrera, Alberto Lleras Camargo y Mariano Ospina Pérez, así como Embajador ante la Santa Sede. También fue Gobernador de Antioquia, en tres oportunidades, todas de manera interina: del 10 al 31 de mayo de 1922, del 24 al 30 de diciembre de 1927, y del 22 al 31 de octubre de 1928. Llegó a ser presidente del Directorio Nacional Conservador, Magistrado del Tribunal Superior de Medellín y miembro de la Junta Directiva del Banco de la República por varios períodos.
En el campo intelectual en 1912 fundó el periódico El Colombiano para servir a la causa conservadora, pero solo lo dirigió por un año para dedicarse a la política, pasando este medio a ser propiedad del Directorio Conservador de Antioquia. Así mismo, fue director de los medios conservadores La Defensa, El Obrero y La Familia Cristiana, Gaceta de Antioquia y colaborador de los periódicos El Tiempo, El Espectador, La República y El País. Fue profesor y Decano de la Universidad de Antioquia en 1923, y los mismos cargos en la Facultad de Derecho de la Pontificia Universidad Javeriana desde 1931 hasta 1942, cuando tuvo que abandonar el trabajo tras sufrir un accidente en tranvía, que lo dejó con dificultades para caminar. Fue miembro de la Academia Colombiana de la Lengua y de la Academia Colombiana de Historia, y, desde 1949 fue miembro honorario de la Academia Colombiana de Jurisprudencia. Fue autor de múltiples libros, principalmente sobre derecho constitucional, administrativo, política social e historia, entre ellos: Derecho constitucional colombiano, Tomos I y II; General Pedro Justo Berrío, páginas de su vida; Poderes públicos en Colombia; Elementos de derecho administrativo; Papeles viejos; Política social del partido conservador; El hijo de don Fernando y Cuestiones fiscales.
Murió en Bogotá, en febrero de 1976. La Casa de la Cultura de Entrerríos lleva su nombre en su honor.

## Lectura complementaria
- Palacio Palacio, Eucario (9 de mayo de 2002). «Francisco de Paula Pérez Tamayo, periodista y constitucionalista». Estudios De Derecho (Medellín: Universidad de Antioquia) 60 (135-6): 29 - 73.

- Datos: Q106543717